# Hydrotaea cinerea
Hydrotaea cinerea är en tvåvingeart som beskrevs av Jean-Baptiste Robineau-Desvoidy 1830. Hydrotaea cinerea ingår i släktet Hydrotaea och familjen husflugor. Arten är reproducerande i Sverige. Inga underarter finns listade i Catalogue of Life.